# Primer ministre dels Emirats Àrabs Units
Els primers ministres dels Emirats Àrabs Units han estat fins ara (2007) tres, sempre emirs de Dubai. Maktum bin Rashid ho fou en qualitat de príncep hereu (per delegació del seu pare) i com emir.
- Xeic Maktum III bin Rashid Al Maktum 9 de desembre de 1971 – 25 d'abril de 1979
- Xeic Rashid II bin Saeed Al Maktum 25 d'abril de 1979 - 7 d'octubre de 1990
- Xeic Maktum III bin Rashid Al Maktum (2a vegada) 20 de novembre de 1990 - 4 de gener de 2006
- Xeic Muhammad bin Rashid Al Maktum, 5 de gener del 2005 -